# Lijst van burgemeesters van Haelen
Dit is een lijst van burgemeesters van de voormalige Nederlandse gemeente Haelen in de provincie Limburg die per 1 januari 2007 is opgegaan in de nieuwe gemeente Leudal.
| Ambtsperiode | Naam burgemeester                        | Partij of stroming | Bijzonderheden                             |
| ------------ | ---------------------------------------- | ------------------ | ------------------------------------------ |
| 1799 - 1801  | Leonardus J. Corman                      |                    |                                            |
| 1801 - 1801  | Martinus Stocks                          |                    |                                            |
| 1801 - 1804  | Charles L.G.J. de Keverberg              |                    |                                            |
| 1804 - 1818  | Carel F.J. de Keverberg                  |                    |                                            |
| 1820 - 1841  | Joannes Schreurs                         |                    |                                            |
| 1842 - 1854  | Petrus Verheggen                         |                    |                                            |
| 1854 - 1860  | Willem Schreurs                          |                    |                                            |
| 1860 - 1867  | Franciscus Smeets                        |                    |                                            |
| 1867 - 1903  | Paulus Verheggen                         |                    |                                            |
| 1903 - 1936  | mr. Theodorus Johannes Hubertus Aquarius | RK                 | tevens burgemeester van Nunhem (1913-1940) |
| 1936 - 1942  | Pierre (W.P.H.M.) van den Broek          |                    |                                            |
| 1942 - 1944  | Nol (A.J.M.) Tendijck                    | NSB                |                                            |
| 1944 - 1947  | Pierre (W.P.H.M.) van den Broek          |                    |                                            |
| 1948 - 1953  | P.J. Hoebers                             |                    |                                            |
| 1954 - 1959  | Eugène (M.A.E.A.) Honée                  |                    |                                            |
| 1960 - 1977  | Toon (A.M.M.) Kessels                    | KVP                | later burgemeester van Nederweert          |
| 1977 - 1995  | George (G.J.M.) van Riet                 | KVP / CDA          |                                            |
| 1995 - 2003  | Jos (A.A.M.M.) Heijmans                  | D66                |                                            |
| 2003 - 2006  | Jan (J.W.) Smeets                        | CDA                | waarnemend                                 |